# Pristimantis ornatus
Espèce
Synonymes
- Eleutherodactylus ornatus Lehr, Lundberg, Aguilar & von May, 2006

Statut de conservation UICN

 EN B1ab(iii) : En danger
Pristimantis ornatus est une espèce d'amphibiens de la famille des Craugastoridae.

## Répartition
Cette espèce est endémique de la province de Pasco dans la région de Pasco au Pérou. Elle se rencontre entre 2 400 et 3 000 m d'altitude sur le versant amazonien de la cordillère Orientale.

## Publication originale
- Lehr, Lundberg, Aguilar & von May, 2006 : New species of Eleutherodactylus (Anura: Leptodactylidae) from the eastern Andes of central Peru with comments on central Peruvian Eleutherodactylus. Herpetological Monographs, vol. 20, p. 105-128.